# The Girl of Lost Lake
The Girl of Lost Lake (o The Girl of the Lost Lake) è un film muto del 1916 diretto da Lynn Reynolds.

## Trama
A Lost Lake, dopo essersi innamorata di Vaughan McAndrews, Jude Clark rompe il fidanzamento con Dave Bean. Quest'ultimo, per vendicarsi, comincia a spargere voci sulla ragazza, dicendo in giro che avrebbe posato nuda per un pittore. Vaughan, credendo al pettegolezzo, la lascia e torna in città. Il padre di Jude, furioso con Dave, lo aggredisce e i due uomini, lottando, finiscono per cadere da un dirupo, restando tutti e due uccisi nella caduta. Rimasta orfana, Jude viene messa sotto tutela dal giudice West che la prende come socia nei suoi affari minerari. I due trovano l'oro e, per festeggiare, si concedono una vacanza in città. Lì, Jude incontra per caso Vaughan: parlandogli, riesce finalmente a convincerlo della propria innocenza e delle bugie di Dave.

## Produzione
Il film fu prodotto dall'Universal Film Manufacturing Company.

## Distribuzione
Il copyright del film, richiesto dalla Bluebird Photoplays, Inc., fu registrato il 5 agosto 1916 con il numero LP8876.
Distribuito dall'Universal Film Manufacturing Company, il film uscì nelle sale cinematografiche USA il 28 agosto 1916.
Non si conoscono copie ancora esistenti della pellicola che viene considerata presumibilmente perduta.